# José Rosés
José Rosés Constansó (Barcelona, 9 de febrero de 1791 - Barcelona, 2 de enero de 1856), fue un sacerdote, compositor y maestro de capilla español.

## Vida
Nació en Barcelona el 9 de febrero de 1791, hijo de Lluís Rosés y de Francesca Constansó, ambos también de Barcelona.
Alumno de Francisco Sampere en la capilla de música de iglesia de Nuestra Señora del Pino en Barcelona. Ocupó inicialmente el puesto de organista del Monasterio de San Pablo del Campo en Barcelona y posteriormente ocupó el magisterio de la Catedral de Barcelona, aunque de forma interina.
Hacia 1827 ganó la plaza de organista de la iglesia de Nuestra Señora del Pino, que conservó durante 30 años.
Durante gran parte de su vida se dedicó a la enseñanza de música, con alumnos tales como Calvo y Puig, Antonio Rius, y Murtra.

## Obras
Compuso numerosas obras religiosas, destacando la misa solemne de Gloria, misas de difuntos, misas a dos coros y obras menores.
Muchas de estas creaciones están archivadas en la iglesia de Nuestra Señora del Pino.